# Keyboard Cat
«Keyboard Cat» (с англ. — «Кот-пианист», «Кошка-пианистка») — видеоролик, загруженный на видеохостинг YouTube в 2007 году, позднее ставший популярным визуально-музыкальным интернет-мемом. Исходным материалом стало видео, снятое в 1984 году графическим дизайнером Чарли Шмидтом, на котором его кошка Фатсо «играет» мелодию на цифровом фортепианино. Шмидт писал, что вдохновлялся случайными вещами, которые обнаружил у себя дома и записал ролик от скуки со второго дубля.
В 2007 году Шмидт загрузил ролик на видеохостинг YouTube. Спустя два года менеджер веб-сайта My Damn Channel Брэд О'Фаррелл, с разрешения автора, начал добавлять ролик в конец «неудачных видео» с заснятыми провалами случайных людей, чтобы «воспроизвести» их состояние. Благодаря связям О'Фаррелла видео попало на главную страницу YouTube, после чего его идею подхватило интернет-сообщество и также начало создавать подобные видео с ляпами.
Начиная с мая 2009 года мем начал привлекать внимание средств массовой информации. На образ Фатсо начало появляться множество отсылок в культуре — в различных передачах, шоу и видеоиграх, а на саму мелодию Шмидта было создано множество ремиксов. Хотя настоящий «кот-пианист» умер в 1987 году, после популярности видео Чарли завёл себе ещё двоих котов — сначала Бенто, умершего в 2018 году, а потом и Скинни.

## История мема

### Автор Чарли Шмидт

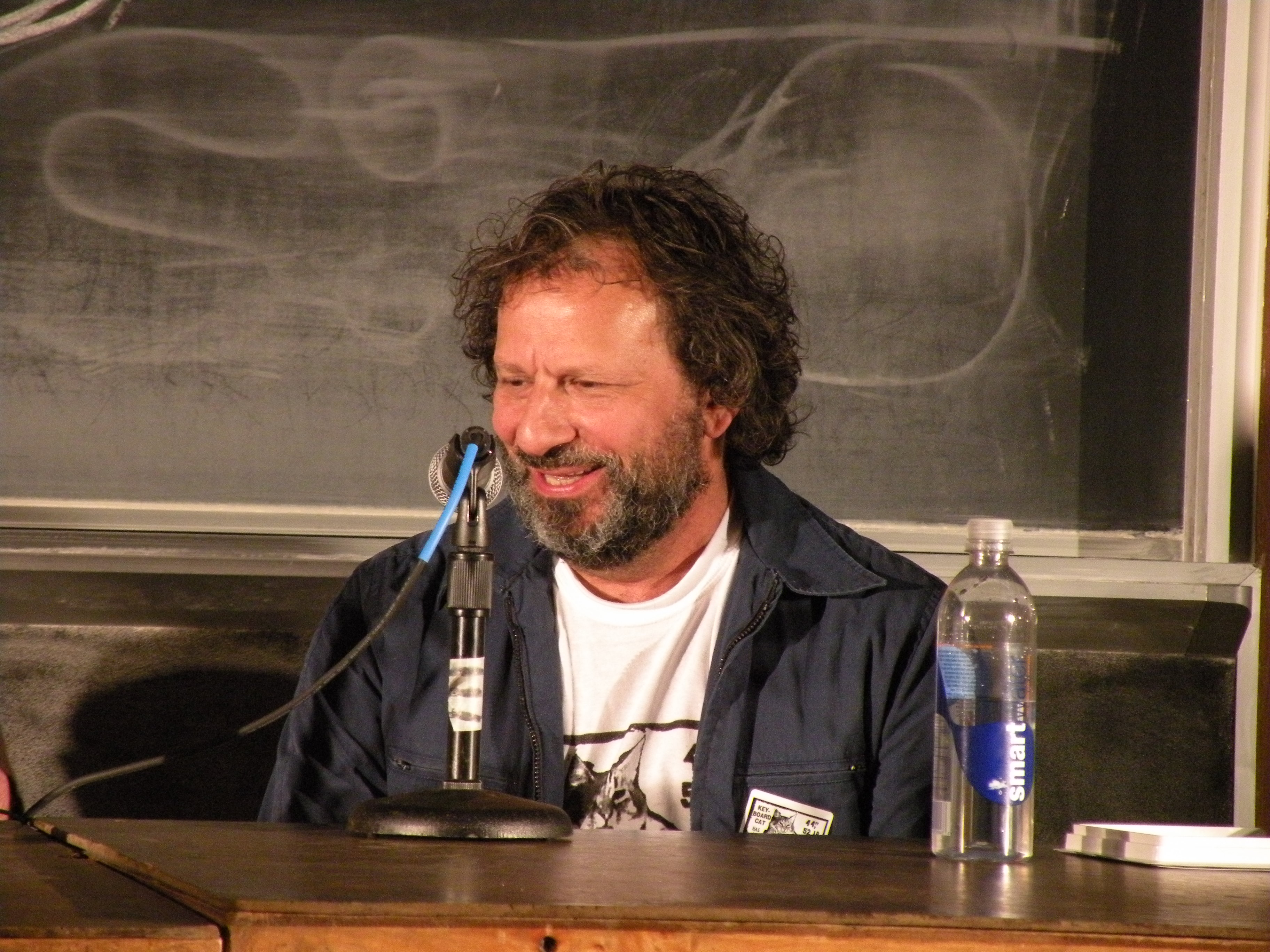
Чарли Шмидт

Чарли Шмидт родился и большую часть своей жизни прожил в Спокане, штат Вашингтон, США. В детстве Чарли был творческим и энергичным ребёнком. Его отец-поляк был дальнобойщиком, а мать-итальянка владела салоном красоты. Чарли ходил в католическую школу. Родители желали, чтобы он устроился на высокооплачиваемую работу. Мама всегда его поддерживала и помогала. Сам Шмидт очень любил рисовать, по его же словам, странные рисунки. Когда пришло время поступать в колледж, Чарли переехал, чтобы получить двойную степень по архитектуре и химии в Университете штата Вашингтон. Обе области академических исследований были, как выразился Чарли, «скучными» и «ужасными».
Случайно ходя по улицам, Чарли наткнулся на случайную художественную школу и поступил в неё, что только пошло ему на пользу. Как вспоминал выпускник, он начал заниматься искусством днём и ночью. Когда университет начал искать студентов-художников для участия в программе обучения за границей в Токио, Чарли вписался в это дело и уехал за границу. Уже когда он вернулся в Спокан, Чарли ждал сюрприз. Его родной город претерпел изменения и теперь «кишит чудаками». Чарли говорил, что даже надевая девичьи косички во время походов в местный магазин, он не привлекал внимания. Разочарованный Чарли устроился на неудовлетворительную работу в рекламном агентстве и тут же уволился. Затем он работал на телеканале, брал заказы на графический дизайн и оплачивал свои счета мелкими зарплатами. Так прошло более десяти лет, и наступил 1984 год.

### Оригинальный видеоролик
В первом, оригинальном видео «Keyboard Cat», созданном Чарли Шмидтом в 1984 году, была запечатлена кошка по кличке Fatso (с англ. — «Фатсо»; дословно — «Толстуха»). Автор снял на видеокассету ролик, в котором кошка в детской синей футболке «играет» оптимистичный ритм на цифровом фортепиано. За кадром Шмидт манипулировал лапами Фатсо так, как будто бы она действительно играла на пианино. Ролик был записан со второго дубля. По признанию Чарли, он снял видео от скуки. В своей книге Charlie Schmidt’s Anatomy of a Meme Шмидт писал, что вдохновлялся случайными вещами, которые обнаружил у себя дома: кошкой, пианино и детской рубашкой от JCPenney, которая сейчас висит в специальной рамке в его офисе.

## Первая волна популярности. «Неудачные видео»

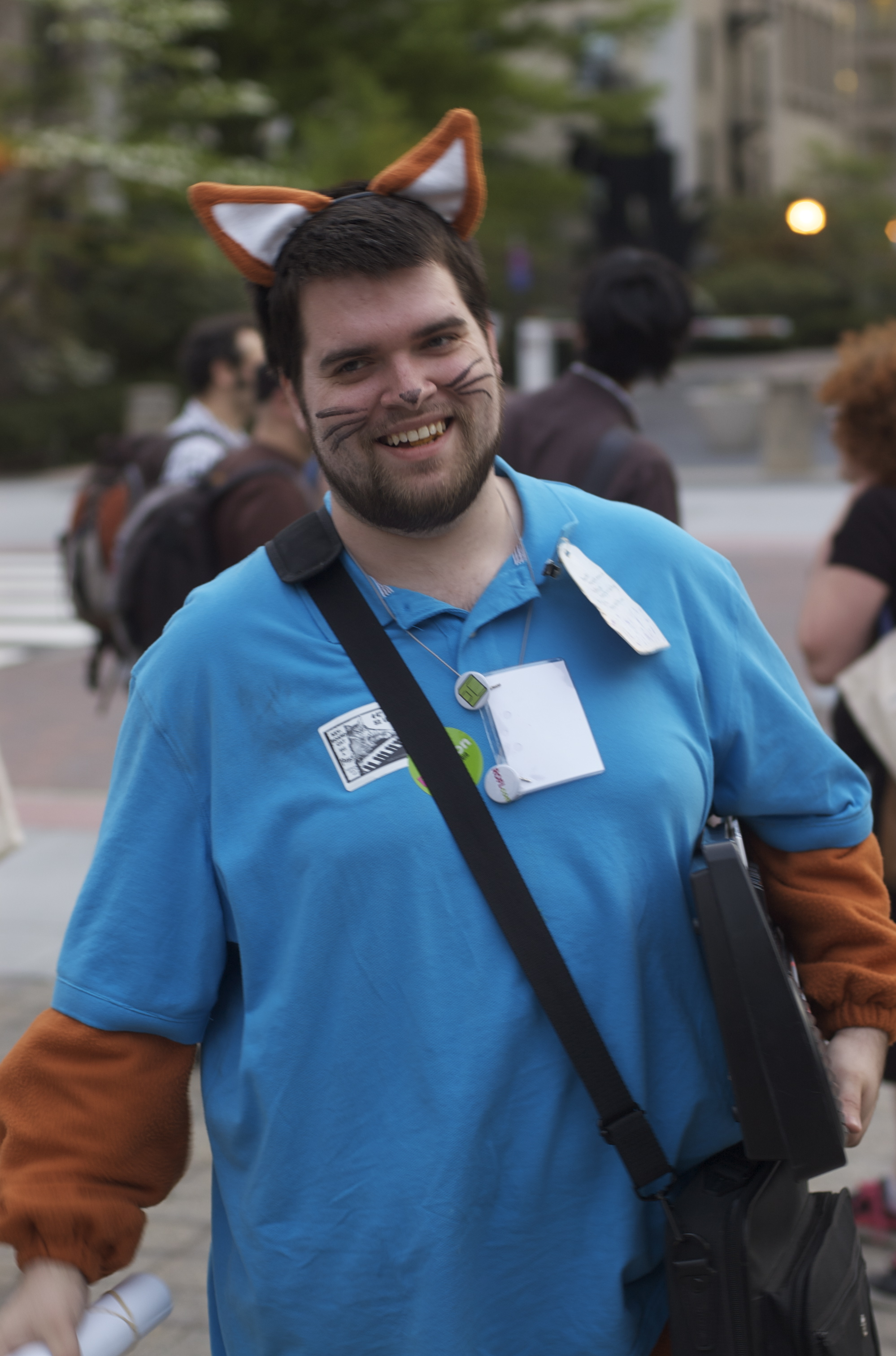
Брэд О'Фаррелл на ROFLCon в образе кота-пианиста

После смерти Фатсо в 1987 году хозяин оцифровал видео и разместил его на видеохостинге YouTube под названием Cool Cat (с англ. — «Крутой кот») в 2007 году. Чарли был удивлён, когда увидел, что видео, которое он описал как «плохо оформленная и подготовленная импровизация в низком разрешении», стало «интернет-сенсацией».
В 2009 году 22-летний Брэд О'Фаррелл, менеджер веб-сайта с различными подборками видео под названием My Damn Channel, получив разрешение Шмидта на использование отснятого материала, начал добавлять ролик в конец «неудачных видео» с несчастьями случайных людей, запечатлённых на плёнку, чтобы «воспроизвести» их состояние за кулисами после случившегося. О'Фаррелл использовал свои связи на YouTube, чтобы выдвинуть видео на главную страницу видеохостинга. После этого многие начали добавлять видео с кошкой к другим ляпам, и оригинал вмиг стал вирусным. В мае 2009 года мем привлёк внимание средств массовой информации. Публикации о «коте-пианисте» всплывали в СМИ в течение всего 2009 года, полностью превратив его в интернет-мем.

## Культурные отсылки
Отсылки на кошку практически сразу начали появляться в различных передачах и шоу, а также видеоиграх. Прикол с «котом-пианистом» был интегрирован в другие мемы; была создана 8-битная версия ролика и песни. Среди первых известных упоминаний кошки в Интернете — статья в Associated Press и твит актёра Эштона Кутчера. На Фатсо была сделана отсылка в «The Daily Show с Джоном Стюартом» в выпуске с участием Стивена Колберта. На церемонии вручения наград MTV Movie Awards 2009 в первом монологе Энди Сэмберга говорилось о том, что длинные речи лауреатов разнообразит «кот-пианист». Като Каэлин спародировал «Keyboard Cat» в одном из скетчей первого эпизода сериала Tosh.0 «Afro Ninja» — «Keyboard Kato». В ролике от YouTube «Top 5 Viral Pictures of 1911», в котором в виде немого фильма пародируются популярные мемы 2011 года, кот был показан в образе трубача. Кошка является «пасхальным яйцом» в анонсе игры World of Warcraft: Cataclysm — антагонист игры, Смертокрыл, играет на клавиатуре с текстом «Keyboard Cataclysm: Play 'em Off, Deathwing». Тизер видеоигры Splinter Cell: Conviction под названием «Play Him Off, Keyboard Sam» также пародирует тему «кота-пианиста». Ремейк аркады для Xbox Live Earthworm Jim включает в себя дополнительный контент, в том числе одного босса, вдохновлённого пианистом. В качестве пасхалки образ Фатсо также мелькает в видеоигре Lego Star Wars: The Skywalker Saga (Эпизод IV: Новая надежда), когда, проникнув на станцию Звезда Смерти, «имперские офицеры» наблюдают на своих мониторах видеонаблюдения инопланетное существо, играющее дурацкую мелодию на пианино.
Интернет-магазин одежды Threadless продавал футболку «Three Keyboard Cat Moon», основанная на печально известном дизайне «Three Wolf Moon»; дизайн рубашки был одним из самых популярных, когда-либо производившихся у компании, и она столкнулась с трудностями в удовлетворении спроса на рубашку. Футболка появилась в телевизионной рекламе игровой консоли PlayStation 3 Slim. Телеканал G4TV в «Attack of the Show!» провёл «Великий американский конкурс кошек-пианистов», дав зрителям возможность создать своих котов через рисунки, с более чем сотней представленных работ. Некоторые из лучших работ были переданы благотворительной организации Kitten Rescue для продажи на аукционе eBay.
В начале декабря 2021 года Стивен Колберт выложил твит, в котором переосмысляет Фатсо как теоретика заговора QAnon, тайно контролируемого Марком Цукербергом. Шутка была вдохновлена сообщением New York Times о людях, которые намеренно распространяют дезинформацию и используют изображения известных мемов, чтобы заманить ничего не подозревающих интернет-пользователей. Колберт переделал оригинальное видео Keyboard Cat, добавив к нему текст песни, рассказывающий о нескольких теориях заговора.

## Ремейки

### Бенто и вторая волна популярности
С ростом популярности «Keyboard Cat» Чарли Шмидт начал блуждать по приютам и вскоре нашёл Бенто — кота, внешне похожего на Фатсо. Общество положительно приняло нового питомца, и вскоре он стал вторым «котом-пианистом». Сначала хозяин снял короткометражный фильм, где Бенто предстаёт кошачьей версией Бэнкси, а потом — пародию на песню «Wrecking Ball» Майли Сайрус и рекламу Wonderful Pistachios. Всего через два месяца после получения известности видео-приколов накопилось так много, что хозяин создал отдельный сайт PlayHimOffKeyboardCat.com.
Благодаря своей популярности Бенто начал ходить на телепередачи, встречаться с другими известными котами-мемами (в том числе — с Grumpy Cat), и даже ездить в турне с рок-группами Weezer и Blink-182 в качестве клавишника. Бенто был показан в ролике, рекламирующем британскую телекоммуникационную сеть EE, а также в фильме 2014 года «Черепашки-ниндзя». Бенто также появился в форме клуба «Каролина Пантерз» в рекламе Национальной футбольной лиги, которая впервые вышла в эфир во время Супербоула XLIX. Кот был развлечением в перерывах между играми на Puppy Bowl 2014 года.

### Скинни
8 марта 2018 года, в возрасте 9 лет, Бенто скончался от рака печени, что через 11 дней подтвердил сам Шмидт. Он посвятил коту видео, указав в его начале даты рождения и смерти животного. Тем не менее теперь Чарли публикует видео с «Keyboard Cat 3.0», красивым маленьким котом по имени Скинни и регулярно пересматривает работы Фатсо и Бенто. Его контент уже не привлекает такого внимания, как раньше.

## Скандалы
21 июня 2011 года Шмидт подал иск в Федеральный суд Сиэтла против Threadless из-за нарушения авторских прав на линию футболок с изображением трёх котов и луны. Threadless подал встречный иск, заявив, что заявление Шмидта об авторских правах не было одобрено до 22 сентября 2010 года, более чем через год после производства футболок, и что Шмидт потерял свои авторские права, когда попросил людей предоставить видео, которые отдали дань уважения Фатсо. По состоянию на май 2013 года иск был урегулирован.
В мае 2013 года Чарльз Шмидт и создатель Nyan Cat Кристофер Торрес подали в суд на 5th Cell и Warner Bros. за нарушение авторских прав на товарный знак в связи с появлением котов без разрешения в серии видеоигр Scribblenauts. Торрес и Шмидт зарегистрировали авторские права на своих персонажей и ожидали рассмотрения заявки регистрации товарных знаков на имена. Торрес опубликовал заявление, в котором говорилось, что он пытался получить компенсацию от 5th Cell и Warner Bros. за коммерческое использование персонажа, но неоднократно подвергался «неуважению и пренебрежению». В сентябре 2013 года было заключено мировое соглашение, Кристофер и Чарльз получили деньги за использование персонажей.